# Marie Cholette
Pour les articles homonymes, voir Cholette.
Marie Cholette est une écrivaine, poétesse, terminologue et militante culturelle canadienne née 2 octobre 1954 à Québec.
Elle exerce une carrière multidisciplinaire dans les domaines de la littérature, de la linguistique, de la terminologie et du cinéma, tout en contribuant activement à la culture québécoise. Membre de l'Union des écrivaines et des écrivains québécois, elle est reconnue pour son engagement en faveur de la langue française et de la promotion de la culture au Québec.

## Biographie

### Jeunesse et études
Marie Cholette nait le 2 octobre 1954 à Québec au Canada. Elle étudie au Cégep François-Xavier Garneaux où elle obtient un diplôme d'études collégiales en 1974. Elle poursuit son parcours à l’Université Laval. Elle y passe un baccalauréat en littérature française et en linguistique en 1977, puis suit des études de maîtrise en terminologie. Elle étudie également le cinéma et la musique.

### Carrière professionnelle
Elle commence sa carrière en tant que terminologue et réviseure agréée à l’Office québécois de la langue française notamment pour la conception d’un Vocabulaire des loisirs et pour son Lexique du commerce électronique.
Dans les années 1980, Marie Cholette contribue à la rédaction des ouvrages La Pratique de l’orthographe du français et Le Savoir-orthographier du français. Elle publie, elle aussi, plusieurs ouvrages et participe à plusieurs Nuits de la poésie, dont celle du Printemps des poètes, à Québec, en 2009.
Marie Cholette explore également le domaine du cinéma, obtenant une mention spéciale pour son court-métrage La Mer au Festival international du film amateur de Toronto en 1980.
Marie Cholette est membre de l'Union des écrivaines et des écrivains québécois, une organisation qui regroupe des auteurs et des autrices engagés dans la promotion de la littérature québécoise. 

## Publications

### Nouvelles
- Marie Cholette, Osmose: nouvelles, Au long cours, 1986 (ISBN 978-2-9800664-0-5)[6].

### Poèmes
- Marie Cholette, Lis-moi comme tu m'aimes, Éditions Saint-Germain-des-Prés, 1975 (ISBN 978-2-243-00074-0)[7].
- Les entourloupettes des entourloupettes, Montréal, Les Éditions Echouris, 1979[8].
- Hautes marées de lait, Québec, Au long cours, 1991 (ISBN 2980066427)[9].
- Êtres croisés (poésie), Québec, Lévis : Fondation littéraire Fleur de lys, 2004 (ISBN 2-89612-010-6).